# Тайваньский союз солидарности
Тайва́ньский сою́з солида́рности (The Taiwan Solidarity Union (TSU), кит. 臺灣團結聯盟) — политическая партия Китайской Республики, выступающая на позициях независимости острова. Одна из «малых» партий (minor) на Тайване.
В отличие от Демократической прогрессивной партии, её основного партнера по «Большой Зелёной коалиции», Тайваньский союз солидарности активно выступает за создание де-юре Республики Тайвань. Официально основан 24 июля 2001 года и является частью «Большой зелёной коалиции». Партия гордится тем, что она первая из партийных организаций использовала в своём названии «Тайвань».
Основой партийной программы стал «тайваньский национализм». После того, как на президентских выборах победу одержал кандидат от Демократической прогрессивной партии (ДПП) Чэнь Шуйбянь, партия осталась единственной, кто добивается независимости острова.

## История создания и деятельность
Летом 2001 года сторонники бывшего президента Китайской Республики Ли Дэнхуэя основали Тайваньский союз солидарности. На президентских выборах 2000 года партия Гоминьдан оказалась расколота и проиграла. В этом обвинили Ли Дэнхуэя, который в это время был председателем Гоминьдана, и он был вынужден уйти в отставку.
Новый президент Чэнь Шуйбянь несколько изменил свою предвыборную платформу, согласно которой он выступал как сторонник провозглашения независимости Тайваня, так что некоторые последователи могли отвернуться от него. В декабре 2001 года должны были состояться выборы в Законодательный Юань, а к июлю этого же года появилась новая пария. Таким образом, союз ДПП и ТСС мог привести к победе на выборах и созданию «зелёного» большинства.
Политическая цель партии — создание Республики Тайвань и следование политике «декитаизации» (desinicization), которая состоит в постепенном отказе от символов и концепций, связывающих Тайвань с КНР. Поддерживает принятие на Тайване новой конституции, а также изменению существующего наименования острова «Республика Китай».
Ли Дэнхуэй признан «духовным лидером» Союза (хотя сам он никогда не был членом этой партии). В партии считают, что его популярность поможет преодолеть 5 % избирательный барьер на выборах. Сам Ли Дэнхуэй помогает кандидатам от Союза и агитирует за них в своих поездках по острову. Интересно, что около половины членов новой партии вышли из Гоминьдана вслед за Ли Дэнхуэем.
После того, как в декабре 2001 года новой партии удалось занять 9 мест из 225 на парламентских выборах в Законодательный Юань, ей удалось потеснить позиции «Партии независимости Тайваня» (Taiwan Independence Party (TAIP)) и позволило сконцентрироваться на достижении независимости. Так, она инициировала кампанию по изменению флага и гимна. На муниципальных выборах 2002 года партия потерпела поражение, так как ей досталось всего два места в Городском Совете Гаосюна.

## Позиции партии в политической системе
На выборах в Национальное собрание в 2005 году выступал в качестве списка против изменений конституции. Получил 7 % голосов .
На местных выборах в декабре 2005 года ТСС потерпел поражение, также как и его партнёр — ДПП. Его кандидат не занял ни одного места на муниципальном уровне. То же произошло и на выборах 2008 года, когда ТСС не смог преодолеть 5% барьер для партий, а также ни один кандидат не прошел на выборах по округам, и также не был представлен в парламенте.
На выборах в законодательные органы власти в 2012 году Союз набрал 8,98% голосов избирателей и получил три места в Законодательном Юане, а также новый для себя статус «третьей партии» в правительстве.

## Список лидеров

### Список Председателей
| № | Председатель | В должности                  | Срок | Фото |
| 1 | Ли Дэнхуэй   | 31 марта 2000 — 30 июля 2020 | 1    |      |
| 1 | Ли Дэнхуэй   | 31 марта 2000 — 30 июля 2020 | 2    |      |
| 1 | Ли Дэнхуэй   | 31 марта 2000 — 30 июля 2020 | 3    |      |
| 1 | Ли Дэнхуэй   | 31 марта 2000 — 30 июля 2020 | 4    |      |
| 2 | Лю Идэ       | с 30 июля 2020               |      |      |

### Список Вице-председателей
| №     | Вице-председатель | В должности                      | Срок | Председатель |
| 1     | Хуан Чжувэнь      | 31 марта 2000 — 25 декабря 2004  | 1    | Ли Дэнхуэй   |
| 2     | Хуан Зонюань      | 25 декабря 2004 — 10 января 2005 | 1    | Ли Дэнхуэй   |
| 3     | Су Цзинчян        | 10 января 2005 — 25 декабря 2006 | 2    | Ли Дэнхуэй   |
| 4     | Линь Чжицзя       | 25 декабря 2006 — 25 января 2007 | 2    | Ли Дэнхуэй   |
| 5     | Хуан Куньфэй      | 25 января 2007 — 25 января 2016  | 3    | Ли Дэнхуэй   |
| 6 (4) | Линь Чжицзя       | 25 января 2016 — 18 июня 2016    | 3    | Ли Дэнхуэй   |
| 7     | Лю Идэ            | 18 июня 2016 — 30 июля 2020      | 4    | Ли Дэнхуэй   |
| 8     | Чжоу Ниъан        | с 30 июля 2020                   | 4    | Лю Идэ       |

## Внешние ссылки
- Официальный сайт партии (на кит.яз.)
- Obama for Taiwan 2008